# 백색 공포
《백색 공포》(영어: The Panic in Needle Park)는 미국에서 제작된 제리 섀츠버그 감독의 1971년 드라마 영화이다. 알 파치노 등이 출연하였고, 도미닉 던 등이 제작에 참여하였다.

## 출연진
- 알 파치노
- 키티 윈
- 앨런 빈트
- 리처드 브라이트
- 킬 마틴
- 마이클 매클래너선
- 워런 피너티
- 마샤 진 커츠
- 라울 훌리아
- 조 샌토스
- 폴 소비노
- 설리 보이어

## 기타 제작진
- 협력 제작: 로저 M. 로스틴
- 의상: 조 이노센시오